# Urpfarrei
Der Begriff Urpfarrei (auch Altpfarrei, Großpfarrei, Mutterkirche oder Urkirche) bezeichnet die ersten im Zuge der Christianisierung in ländlichen Gegenden geschaffenen kirchlichen Zentren. Nach Wolfgang Petke ist dieser Begriff abzulehnen, da mit ihm „im Laufe der Jahrzehnte und besonders seit Hömberg Vorstellung verknüpft worden [sind], die ihn haben problematisch werden lassen“. Stattdessen wird für die jeweils ältesten Pfarreien einer Diözese der Begriff Altpfarrei vorgeschlagen.

## Konzept
Der zu Beginn des 20. Jahrhunderts von Historikern eingeführte Begriff Urpfarrei besagt, dass die betreffende Pfarrei zu den ältesten Schichten des „Pfarreinetzes“ der jeweiligen Diözese gehöre. Das Kirchspiel der Urpfarrei sei ausgedehnt gewesen, sie habe über das Tauf- und Sepulturrecht (Begräbnisrecht) verfügt, ihr Patrozinium deute ein hohes Alter an und von ihr wurden jüngere Kirchspiele abgepfarrt (Tochterkirchen, Filialen). Das Land sei bei der Einführung des Christentums planmäßig durch die Bischöfe in Urpfarreien aufgeteilt worden, die insgesamt ein Pfarreinetz dargestellt hätten. Auch dieser Begriff ist laut Enno Bünz zu vermeiden, da er ein Ergebnis einheitlicher Planung von Pfarreien suggeriert, die es nicht gegeben hat. Angemessener sei dafür der Begriff Pfarreiorganisation. Die mit den Begriffen Urpfarrei und Pfarreinetz verbundene Vorstellung der systematischen Planung von Pfarreien durch den Bischof spiegelt eher die Verhältnisse der Pfarreigründungen im 19. und 20. Jahrhunderts wider.